# VM i ishockey 2020
VM i ishockey 2020 skulle have været den 84. sådanne begivenhed arrangeret af International Ice Hockey Federation, men den er blevet aflyst på grund af Coronaviruspandemien i 2019-2020. Holdene skulle deltage i flere niveauer, herunder den første sæson af den nye Division IV. Turneringen skulle også fungere som kvalifikation til divisionerne i 2021-konkurrencen.

## Verdensmesterskabet (A-VM, Schweiz)
Turneringen skulle afholdes i Zürich og Lausanne, Schweiz fra 8. til 24. maj 2020.
- Hviderusland - Rykket op fra Division IA
- Canada
- Tjekkiet
- Danmark
- Finland
- Tyskland
- Storbritannien
- Italien
- Kasakhstan - Rykket op fra Division IA
- Letland
- Norge
- Rusland
- Slovakiet
- Sverige
- Schweiz - vært
- USA

## Division I

### Gruppe A
Turneringen skulle afholdes i Ljubljana, Slovenien fra 24. til 30. april 2020.
- Østrig - Nedrykket fra A-VM
- Frankrig - Nedrykket fra A-VM
- Ungarn
- Rumænien - Oprykket fra Division IB
- Slovenien
- Sydkorea

### Gruppe B
Turneringen skulle afholdes i Katowice, Polen fra 26. april til 2. maj 2020.
- Estland
- Japan
- Litauen - Nedrykket fra Division IA
- Polen
- Serbien - Oprykket fra Division II A
- Ukraine

## Division II

### Gruppe A
Turneringen skulle afholdes i Zagreb, Kroatien fra den 19. til den 25. april 2020.
- Australien
- Kina
- Kroatien
- Israel - Oprykket fra Division II B
- Holland - Nedrykket fra Division IB
- Spanien

### Gruppe B
Turneringen skulle afholdes i Reykjavík, Island fra den 19. til den 25. april 2020.
- Belgien - Nedrykket fra Division II A
- Bulgarien - Oprykket fra Division III
- Georgien
- Island
- Mexico
- New Zealand

## Division III

### Gruppe A
Turneringen skulle afholdes i Kockelscheuer i Luxembourg fra den 19. til den 25. april 2020.
- Kinesisk Taipei
- Luxembourg
- Nordkorea - Nedrykket fra Division II B
- Tyrkiet
- Turkmenistan
- Forenede Arabiske Emirater - Oprykket fra Division III Q

### Gruppe B
Turneringen skulle afholdes i Cape Town, Sydafrika fra den 20. til den 26. april 2020.
- Bosnien-Hercegovina
- Hongkong
- Sydafrika - Nedrykket fra Division III
- Thailand

## Division IV
Turneringen skulle afholdes i Bishkek, Kirgisistan.
- Kuwait
- Kirgisistan
- Malaysia
- Filippinerne